# Ittihad Riadi Tanger
IR Tanger o Ittihad Riadhi de Tanger è una società calcistica marocchina con sede nella città di Tangeri, fondata nel 1919. Milita nella Botola 1 Pro, la massima divisione del campionato marocchino di calcio.
L'IRT ha anche una sezione di basket, una di pallavolo, una di pallamano, una di futsal e una di calcio femminile.

## Storia
Fondato il 1 giugno 1919 dai marocchini nella città di Tangeri con il nome di Hilal de Tanger, il club esordisce con partite amichevoli, che disputa fino al 1929, quando riesce ad entrare nella massima divisione grazie al suo comitato, che si rivolge alla LMFA insieme con il Moghreb Aksa di Tangeri. La LMFA accoglie le richieste dei due club di Tangeri ed è da questo punto che la squadra disputa la prima stagione calcistica sotto la bandiera marocchin. A causa delle difficoltà incontrate dai club di Tangeri nel sostenere i costi di spostamento per affrontare le altre compagini di prima divisione, dopo tre stagioni (1929-1930, 1930-1931 e 1931-1932) danno forfait e tornano sotto l'egida della Federazione ispano-marocchina per partecipare al campionato regionale, parte della quarta divisione del campionato spagnolo di calcio.
Nel 1944 il club cambia nome da Raja de Tanger a Ittihad de Tanger. Numerosi sono i primi dirigenti del club, tra i quali Khesasi, Bakhat, Twijar.
L'Ittihad Riadi de Tanger viene fondato nel 1983 dalla fusione di vari club sportivi di Tangeri, tra cui il Renaissance de Tanger e squadre che militano nelle divisioni minori del campionato marocchino di calcio. Dalla fusione nasce un club in grado di competere in massima serie. Negli anni '80 celebri giocatori del club sono Malak, Sief, Eddine, Foad, Mssaori.

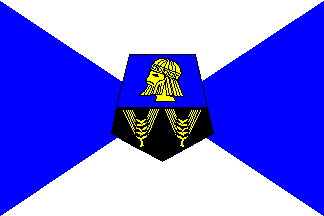
Il blu e il bianco sono i colori utilizzati dalla provincia di Tangeri, adottati anche dalla squadra.

La migliore stagione della storia dell'Ittihad Tangeri rimase per lungo tempo il 1989-1990, in cui la squadra si piazzò seconda in campionato dietro al Wydad Casablanca con 66 punti, frutto di 12 vittorie, 12 pareggi e 6 sconfitte.
Il club tornò a competere nella massima serie, la Botola 1 Pro, nella stagione 2015-2016, dopo un'assenza di otto anni, grazie alla vittoria del campionato di seconda divisione conseguita nel 2014-2015. All'esordio in massima serie dopo quasi dieci anni, la squadra ottenne il terzo posto, poi l'anno dopo ottenne la quinta piazza, cui abbinò la semifinale di Coppa del Marocco. Nel 2017-2018 l'Ittihad Tangeri ha vinto il suo primo titolo nazionale con un punto di vantaggio sul Wydad Casablanca

## Tifoseria e rivalità
Gli ultras dell'Ittihad Tanger sono uno dei gruppi più forti in Marocco per quando riguarda la tifoseria organizzata e si suddividono in:
| Nome                                   | Data di creazione                       |
| -------------------------------------- | --------------------------------------- |
| Ultras Tanger 2003 Ultra Hercules 2007 | 2003 (Dissoluzione nel 2007) 27/07/2007 |

I più grandi rivali dei tifosi dell'Ittihad Riadi Tanger restano senza alcun dubbio quelli del Moghreb Athletic Tétouan, altro club del nord del Marocco. Questa rivalità dà vita ad un derby tra i più attesi e seguiti in Marocco, soprattutto nel nord.
Questo derby accoglie un numero di tifosi elevato allo stadio, fatto che provoca molti disordini sugli spalti durante e dopo la partita.
Uno degli ultimi incontri tra le due squadre risale al 20 maggio 2006, finì 0-1 in favore del Moghreb Athletic Tétouan.
Ma nel 2015, dopo la risalita in massima serie nel Campionato marocchino di calcio da parte dell'Ittihad de Tanger, il derby si disputò allo stadio Ibn Battouta, con il risultato finale di 0-0.
Negli spalti e fuori dallo stadio ci furono tuttavia violenti scontri tra le due tifoserie, provocati soprattutto dai sostenitori dell'Ittihad Riadi Tanger, tale evento indusse la FRMF a decidere che le successive partite dell'Ittihad Riadi Tanger si dovessero svolgere a porte chiuse, comminando inoltre un'ammenda da 50.000 DH.

### Stadio
È lo stadio ufficiale della squadra dal 2011, è intitolato all'esploratore e viaggiatore marocchino Ibn Batouta, originario proprio di Tangeri. Lo stadio ha una capacità di 45 000 posti a sedere. Esso è stato inaugurato il 26 aprile 2011 con una gara amichevole disputata tra l'Atletico Madrid e l'Ittihad Riadi Tanger, terminata 1-1.
Lo stadio si trova a 10 km dal centro della città di Tangeri, e 4 km dall'Aeroporto di Tangeri-Ibn Battuta.

## Sponsor
- University of New England
- Agence Spéciale Tanger Méditerranée
- Moroccan Airports Authority
- Mövenpick Hotels & Resorts
- Renault
- Valencia

## Allenatori
- Jorvan Vieira (1984–86)
- Aziz El Amri (1996–97)
- Aziz El Amri (2001–02)
- Raoul Savoy (2006)
- Abdelhak Benchikha (2015–16)
- Badou Zaki (2017–2017)
- Driss El Mrabet (2017-)

## Palmarès

### Competizioni nazionali
- Campionato marocchino: 1

2017-2018
- Botola 2: 2

2000-2001, 2014-2015

### Altri piazzamenti
- Campionato marocchino:

Secondo posto: 1989-1990
Terzo posto: 1990-1991, 2015-2016
- Coppa del Marocco:

Semifinalista: 1994-1995, 2015-2016

## Rosa
Aggiornata all'11 settembre 2022.
| N. |                           | Ruolo | Calciatore           |
| -- | ------------------------- | ----- | -------------------- |
| 1  | Marocco (bandiera)        | P     | Aissa Sioudi         |
| 3  | Marocco (bandiera)        | D     | Hatim El Ouahabi     |
| 4  | Marocco (bandiera)        | D     | Ismail El Alami      |
| 5  | Marocco (bandiera)        | D     | Adnan Souiss         |
| 6  | Marocco (bandiera)        | C     | Nouaman Aarab        |
| 7  | Marocco (bandiera)        | A     | Hassan Zraibi        |
| 8  | Marocco (bandiera)        | C     | Abdelmottalib Faouzi |
| 9  | Marocco (bandiera)        | A     | Mouad Ajandouz       |
| 10 | Algeria (bandiera)        | C     | Abdellah El Moudene  |
| 11 | Marocco (bandiera)        | A     | Abdellatif Akhrif    |
| 12 | Marocco (bandiera)        | P     | Imad Askar           |
| 13 | Marocco (bandiera)        | D     | Oussama Al Aiz       |
| 14 | Marocco (bandiera)        | C     | Mohamed Said Bouksyr |
| 15 | Marocco (bandiera)        | C     | Ayoub Jarfi          |
| 16 | Marocco (bandiera)        | C     | Mahmoud El Kayssoumi |
| 17 | Costa d'Avorio (bandiera) | A     | Joé Amian            |

| N. |                    | Ruolo | Calciatore                   |
| -- | ------------------ | ----- | ---------------------------- |
| 18 | Togo (bandiera)    | C     | Donou Hubert                 |
| 19 | Marocco (bandiera) | A     | Jawad Ghabra                 |
| 21 | Marocco (bandiera) | D     | Mohamed Souboul              |
| 22 | Marocco (bandiera) | D     | Zakaria Kiani                |
| 24 | Marocco (bandiera) | D     | Saber Yazidi                 |
| 25 | Senegal (bandiera) | A     | Ngagne Fall                  |
| 27 | Marocco (bandiera) | D     | Ayoub El Rahmmaouy           |
| 28 | Marocco (bandiera) | D     | Abdelatif Noussir (capitano) |
| 31 | Marocco (bandiera) | C     | Youssef Benali               |
| 33 | Marocco (bandiera) | A     | Bilal El Hankouri            |
| 45 | Gabon (bandiera)   | A     | Abdou Atchabao               |
| 61 | Marocco (bandiera) | C     | Badreddine Bakkali           |
| 66 | Marocco (bandiera) | C     | Yassine Dihaz                |
| 70 | Marocco (bandiera) | C     | Hamza Hassani                |
| 77 | Marocco (bandiera) | C     | Abdelali Asri                |
| 94 | Marocco (bandiera) | P     | Badreddine Benachour         |